# Maximilien Carnaud
Maximilien Carnaud, né le 6 juillet 1863 à Paris (Île-de-France) et décédé le 5 novembre 1937 à Marseille (Bouches-du-Rhône), est un homme politique français.

## Biographie

### Jeunesse et études
Maximilien Carnaud est le fils de Jean-Baptiste Carnaud et de Marie Watripon, artistes lyriques. Il devient orphelin très jeune et doit arrêter ses études pour trouver un travail à l'âge de 15 ans. Il est alors garçon de courses dans une maison de commerce. 
Il décide de reprendre ses études et, en 1880, il est nommé instituteur à Marseille.

### Parcours politique local
Militant socialiste, d'inspiration guesdiste, il prend vite une part très active aux luttes politiques à l'époque où les socialistes étaient en minorité dans la région.
Il devient conseiller municipal de Marseille en 1886, adjoint au maire en 1892 et conseiller général du 7° canton la même année. 

### Parcours politique national
Il est battu par Paul Peytral, ministre des Finances, aux élections législatives de 1893. 
Il retente la députation en 1894, et réussit à être élu député des Bouches-du-Rhône, siégeant comme socialiste parlementaire. Il est alors membre du Parti ouvrier français (POF). Il est exclu de ce parti vers 1900, soutenant la participation ministérielle de Millerand. 
Connu comme un député à l'activité intense, il s'investit beaucoup sur les sujets relatifs à l'enseignement laïc. Farouche anticlérical, il entreprend des tournées de conférences dans toute la France pour réaliser l'union des instituteurs laïques et « opposer l'enseignement de la morale scientifique à celui des morales religieuses ». Il fonde en 1899 le Bulletin des Instituteurs et Institutrices de France. A là Chambre, dès 1895, il dépose : une proposition de loi tendant à modifier la loi sur les traitements du personnel de l'enseignement primaire.
En 1899, une seconde proposition de loi ayant pour objet d'interdire l'enseignement à tout homme qui fait vœu de chasteté et, au cours de la législature) fonde le groupe parlementaire de l'enseignement, - il en est élu secrétaire - dont l'action est décisive dans la défaite des partisans de la Loi Falloux. Dans la législature suivante, il dépose une proposition de loi tendant à assurer l'égalité des enfants devant l'instruction (1902), qui remporte une grande adhésion à la Chambre.
Il propose en 1904 une loi tendant à réorganiser le Conseil supérieur de l'Instruction publique et il élabore en 1905 un rapport concernant la participation de l’État à l'entretien des collèges communaux de jeunes filles.
Il s'intéresse tout particulièrement aux problèmes qui se posent dans son département : membre de la Commission du canal du Rhône, il contribue au vote par le Parlement, en 1901, de ce projet bénéfique au développement du commerce marseillais. En 1904, il interpelle le Gouvernement sur la législation du travail à bord des navires de commerce.
Il est l'auteur d'une proposition de loi tendant à refuser la naturalisation aux étrangers qui se sont soustraits au service militaire à la fois chez eux et en France, en 1894 ; en 1898, il propose une loi ayant pour objet la limitation et l'organisation de l'affichage électoral.
En 1906, il propose un loi pour expérimenter un impôt général sur le revenu.

### Parcours professionnel
Battu en 1910 par Jean-Baptiste Amable Chanot, il ne peut être instituteur à nouveau, car il a été révoqué de ses fonctions en 1893 par le Conseil départemental de l'Instruction publique, pour avoir défendu des théories collectivistes. 
Il devient receveur des finances à Joigny, de 1912 à 1926 puis percepteur à Vanves de 1926 à 1931.

## Vie privée
Il est marié à Anna Carnaud, militante socialiste. 

## Sources
- « Maximilien Carnaud », dans le Dictionnaire des parlementaires français (1889-1940), sous la direction de Jean Jolly, PUF, 1960 [détail de l’édition]